# Африканский центр риса
Африканский центр риса (РисАфрики) (англ. Africa Rice Center, AfricaRice), ранее известен как Западноафриканская ассоциация развития риса (англ. West Africa Rice Development Association, WARDA) — африканская организация, расположенная в Котону (Бенин). РисАфрики — с/х исследовательский центр, учреждённый в 1971 году 11 западноафриканскими странами. Сейчас организация включает 24 африканские страны . РисАфрики начиная с 1986 года один из 15 специализированных исследовательских центров консультативной группы международных исследований по сельскому хозяйству (англ. CGIAR).
Обычно штаб-квартирой центра служит Буаке (Кот-д’Ивуар), но из-за политической ситуации в стране, деятельность теперь осуществляется с помещения Международного института тропического сельского хозяйства в Котону. Центр функционирует через региональные исследовательские пункты в Сен-Луи (Сенегал), Ибадане (Нигерия), Дар-эс-Саламе (Танзания). 
РисАфрики стремится внести свой вклад в борьбу с нищетой и продовольственную безопасность в Африке путём исследований для развития. Центр имеет тесные связи с с/х исследовательскими организациями в странах-членах данной организации, с с/х университетами и исследовательскими институтами в Европе, Японии и США, а также для развития сектора, который включает неправительственные организации, фермерские организации и доноров. РисАфрики, будучи частью CGIAR, делит ресурсы с некоторыми другими организациями CGIAR, включая Международный институт риса (МИР) в Лос-Баньосе (Филиппины) и Международный институт тропического сельского хозяйства (МИТСХ) в Ибадане (Нигерия). В курсе реформ CGIAR, РисАфрики развивается вместе с МИР и Международным центром тропического сельского хозяйства (МЦТСХ) Глобального научного партнёрства риса (ГНПР), которое направлено на глобальную стратегию исследовательской работы связанной с рисом.
Одним из главных заданий для РисАфрики является развитие и внедрение новых сортов семян риса, которые являются подходящими для африканских условий. НЕРИКА (букв. Новый рис для Африки) — гибрид одного из африканских видов риса (Oryza glaberrima) и азиатского вида риса (рис посевной), созданный для увеличения урожайности африканских фермеров. За работу над НЕРИКА доктор Монти Джонс из Сьерра-Леоне был награждён в 2004 году Всемирной продовольственной премией, ставший первым по-национальности африканцем получившим эту премию.